# ماهرشالا علي
ماهرشالا علي (بالإنجليزية: Mahershala Ali)‏ (مواليد 16 فبراير 1974 في أوكلاند) هو ممثل أمريكي نال العديد من الجوائز، بما في ذلك اثنين من جوائز الأوسكار وجائزة غولدن غلوب.
بعد الحصول على شهادة في الفنون الجميلة من جامعة نيويورك، بدأ علي مسيرته في مسلسلات التلفزيون، مثل عبور الأردن (2001-2002) وThreat Matrix (بين 2003-2004) قبل أن يؤدي دور ريتشارد تايلر في سلسلة الخيال العلمي ذا 4400 (2004-2007)، مما زاد من شهرته. كان أول فيلم كبير له هو فيلم من إخراج ديفيد فينشر، وهو الحالة المحيرة لبنجامين بتن (2008). حصل على ملحوظية أكبر بعد تأديته دور مساند في المسلسل السياسي بيت البطاقات (بين عامي 2013-2019). وأدى دور بوغز في اثنين من أفلام سلسلة «ألعاب الجوع» ولعب دور كورنيل «كوتنماوث» ستوكس في مسلسل نيتفليكس لوك كيج (2016).
لتأديته دور تاجر مخدرات في فيلم الدراما ضوء القمر (2016)، فاز علي بجائزة الأوسكار لأفضل ممثل مساعد، ليصبح أول ممثل مسلم يفوز بجائزة أوسكار في مجال التمثيل. فاز بجائزة الأوسكار لثاني مرة وكذلك جائزة غولدن غلوب لأفضل ممثل مساعد لتأديته دور دون شيرلي في فيلم الكوميديا والدراما الكتاب الأخضر (2018). وقد جعل منه ذلك أول ممثل أسود يفوز باثنين من جوائز الأوسكار في نفس الفئة. في عام 2019، لعب دور البطولة في الموسم الثالث من مسلسل الجريمة على HBO: محقق فذ.

## النشأة والتعليم
ولد علي باسم «Mahershalalhashbaz جيلمور» في عام 1974، في أوكلاند بكاليفورنيا، والداه هما Willicia وفيليب جيلمور. وتربى في هايوارد بكاليفورنيا. كان والده ممثلا وظهر في مسرح برودواي. حضر كلية سانت ماري في كاليفورنيا (SMC) في موراغا، حيث تخرج في عام 1996 مع شهادة بكالوريوس في الإعلام.
على الرغم من أنه التحق بـ SMC لحصوله على منحة دراسية متعلقة بكرة السلة، أصبح مستاء مع الوقت وبدأ بالابتعاد عن فكرة المسيرة الرياضية الاحترافية بسبب المعاملة التي تلقاها أعضاء الفريق. بدأ علي الاهتمام بالتمثيل، خاصة بعد المشاركة في مسرحية "Spunk". منحه ذلك في وقت لاحق فرصة التلمذة في مسرح شكسبير بكاليفورنيا بعد التخرج. التحق ببرنامج للدراسات العليا في التمثيل تابع لجامعة نيويورك في مدرسة تيش العليا للفنون، وحصل على درجة الماجستير في عام 2000.
اسمه الأول هو على اسم أحد شخصيات الكتاب المقدس (Maher-shalal-hash-baz) وقد تربى على المسيحية من قبل والدته، وهي كاهنة تم ترسيمها. خلال مسيرته القصيرة في كرة السلة في الجامعة اتخذ "Hershal" كاسمه الأول. في عام 2000 اعتنق الإسلام، وقام بتغيير اسمه الأخير من غيلمور إلى علي، وانضم للأحمدية. في المقابلات، روى علي العديد من المشاكل التي واجهها في المطارات، ومع البنوك وخلاف ذلك في الحياة اليومية بسبب كونه مسلم أمريكي، وذلك منذ هجمات 11 أيلول / سبتمبر.

## الأعمال
| سنة  | أعمال                                     | الدور/الوظيفة    |
| ---- | ----------------------------------------- | ---------------- |
| 2020 | رامي ج2                                   | الشيخ            |
| 2019 | محقق فذ ج3                                | المحقق واين هيز  |
| 2019 | أليتا: ملاك المعركة                       | فيكتور           |
| 2018 | سبايدر مان: في عالم العنكبوت              | آرون دافيس (صوت) |
| 2018 | كتاب أخضر                                 | دون شيرلي        |
| 2017 | أشخاص في الخفاء                           | جيم جونسون       |
| 2017 | روكسان روكسان                             |                  |
| 2016 | ركلات                                     | مارلون           |
| 2016 | ضوء القمر                                 | خوان             |
| 2016 | ولاية جونز الحرة                          | موزس واشنطن      |
| 2015 | ألعاب الجوع: الطائر المحاكي - الجزء 2     | بوغز             |
| 2015 | منزل الخدع 3                              |                  |
| 2014 | ألعاب الجوع: الطائر المحاكي - الجزء الأول | بوغز             |
| 2013 | مقربتان كالأختين                          | ديز              |
| 2012 | المكان خلف أشجار الصنوبر                  | كوفي             |
| 2011 | إطفاء الأنوار                             | ديث رو رينولدز   |
| 2010 | الرجل المظلوم                             | كليفين ويلايس    |
| 2006 | عودة المائة أربعة وأربعين 3               |                  |
| 2005 | عودة المائة أربعة وأربعين 2               |                  |
| 2004 | عودة المائة أربعة وأربعين                 |                  |

## وصلات خارجية
- ماهرشالا علي على موقع كلية كرة السلة في سبورتس رفرنس.كوم (الإنجليزية)
- ماهرشالا علي على موقع ريلجم (الإنجليزية)

- ماهرشالا علي على موقع IMDb (الإنجليزية)
- ماهرشالا علي على موقع الموسوعة البريطانية (الإنجليزية)
- ماهرشالا علي على موقع روتن توميتوز (الإنجليزية)
- ماهرشالا علي على موقع مونزينجر (الألمانية)
- ماهرشالا علي على موقع ألو سيني (الفرنسية)
- ماهرشالا علي على موقع ميوزك برينز (الإنجليزية)
- ماهرشالا علي على موقع أول موفي (الإنجليزية)
- ماهرشالا علي على موقع بوكس أوفيس موجو (الإنجليزية)
- ماهرشالا علي على موقع قاعدة بيانات الأفلام السويدية (السويدية)
- ماهرشالا علي على موقع قاعدة بيانات الفيلم (الإنجليزية)